# Latanie precyzyjne
Latanie precyzyjne - dyscyplina sportów lotniczych.

## Zasady ogólne
W zawodach w lataniu precyzyjnym biorą udział załogi jednoosobowe - piloci, latający lekkimi samolotami. Na wynik mają głównie wpływ umiejętności prowadzenia nawigacji i realizowania planu lotu (regularność) oraz opanowanie pilotażu, w tym precyzja lądowań.
Zawody składają się z konkurencji polegających na locie po wyznaczonej trasie, przy widoczności ziemi (VFR) oraz konkurencji lądowań. Oceniane są trzy główne elementy:
- nawigacja - przejawiająca się w locie po trasie według ustalonego wcześniej planu, z dokładnością wykonywania planu (osiągania wyznaczonych punktów) do kilku sekund
- obserwacja - polegająca na konieczności zidentyfikowania z powietrza i oznaczenia na mapie obiektów terenowych ze zdjęć lub zidentyfikowania wyłożonych w terenie znaków na płótnach
- lądowania - oceniana jest celność przyziemienia w stosunku do wyznaczonej linii podczas czterech punktowanych rodzajów lądowań.

Za odstępstwa od regularności lotu, niezidentyfikowanie obiektów i niecelne lądowania przyznawane są punkty karne w odpowiedniej wysokości.

## Mistrzostwa
Zawodami w lataniu precyzyjnym o najwyższej randze są mistrzostwa świata, organizowane od 1975 przez Międzynarodową Federację Lotniczą (FAI), z reguły co dwa lata. Ostatnio rozegrano XXIII Mistrzostwa Świata w Lataniu Precyzyjnym w 2017 w Spitzbergu w Szwajcarii.
Polscy zawodnicy znajdują się od początku lat 80. w światowej czołówce latania precyzyjnego - zajęli pierwsze miejsca indywidualne w 12, a drużynowe w 13 z 19 mistrzostw świata i w licznych mistrzostwach Europy oraz liczne dalsze medale. Czołowymi zawodnikami są Krzysztof Wieczorek i Janusz Darocha, wcześniej Wacław Nycz.